# Tội phạm công nghệ cao

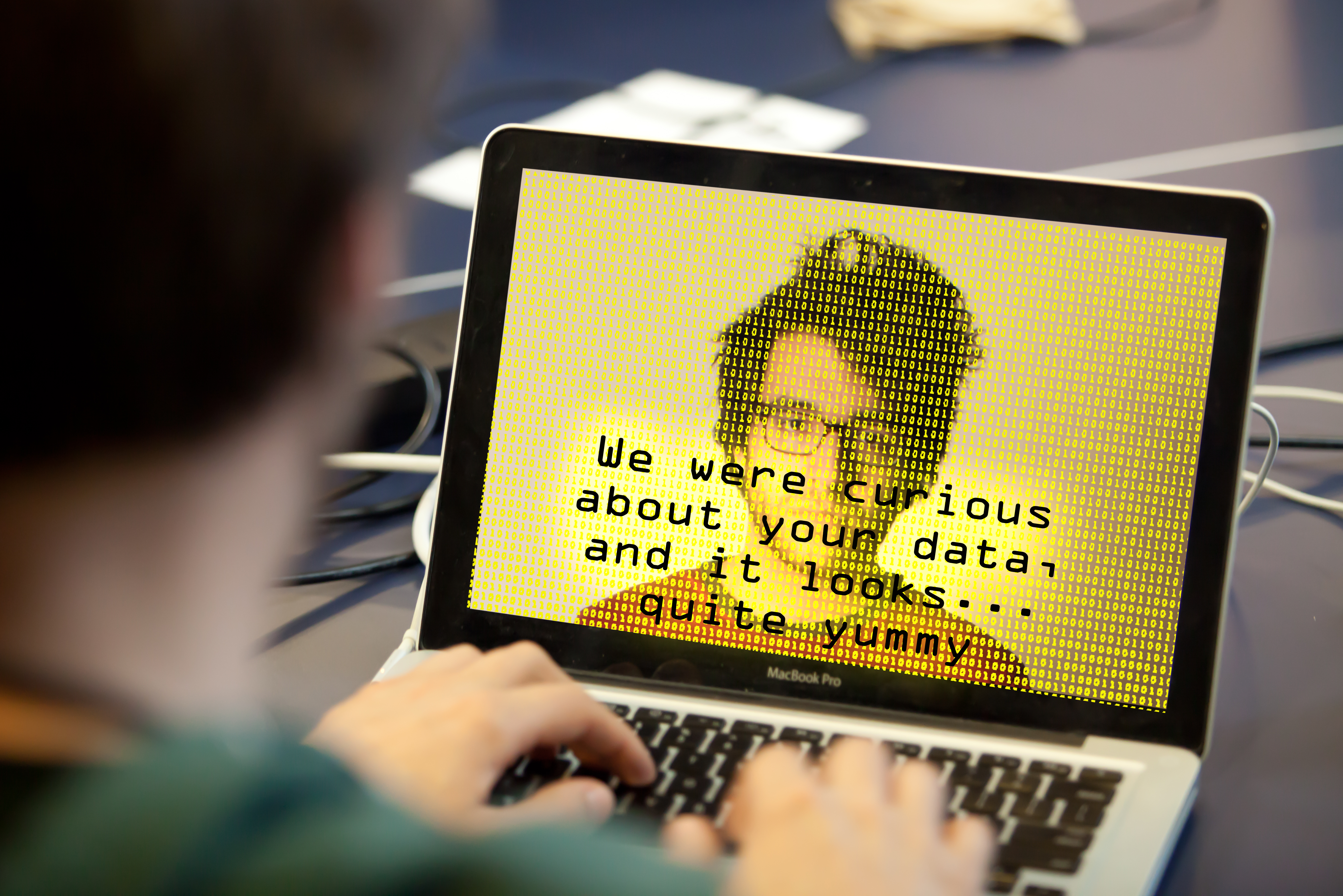
Tội phạm công nghệ cao thường gắn liền với hành vi làm rò rỉ dữ liệu riêng tư

Tội phạm công nghệ cao hoặc Tội phạm ảo hay Tội phạm không gian ảo (tiếng Anh: Cyber criminal) là bất kỳ hành động phi pháp nào liên quan đến một máy tính hoặc một mạng máy tính. Các máy tính có thể được dùng như phương tiện để thực hiện các hoạt động phạm pháp hoặc cũng có thể là mục tiêu của hành vi phạm tội. Tội phạm công nghệ cao được định nghĩa là: "Hành vi phạm pháp có chủ đích đối với một cá nhân, một nhóm người hay một tổ chức nào đó, gây ảnh hưởng xấu đến danh tiếng của nạn nhân hoặc gây hại về mặt vật chất hoặc tinh thần cho nạn nhân một cách trực tiếp hoặc gián tiếp bằng những công nghệ hiện đại liên quan đến mạng viễn thông như Internet (việc này cũng bao gồm các nhóm chat, email, mạng xã hội,....) và điện thoại (các công nghệ Bluetooth, 3G, SMS, MMS,...). Các hoạt động tội phạm công nghệ cao ngày nay đều là những mối đe dọa tới an ninh và nền kinh tế của quốc gia. Những vấn đề xoay quanh tội phạm công nghệ cao thường bao gồm các hoạt động bất hợp pháp như: chiếm dụng và sử dụng trái phép tài nguyên máy tính (hacking), vi phạm bản quyền, các chương trình giám sát bất hợp pháp, tống tiền và ấu dâm. Ở những mức độ trầm trọng hơn, các hoạt động tội phạm công nghệ cao còn nhắm đến việc phá hoại các hệ thống máy tính bằng cách phát tán các mã độc, ăn cắp các thông tin về thẻ tín dụng, tài khoản ngân hàng của nạn nhân, lấy cắp các thông tin tình báo, bí mật quốc gia, mua bán trái phép vũ khí, ma túy, nô lệ tình dục. Các chính phủ ở các quốc gia ngày nay và cả những tổ chức phi chính phủ đều có những hoạt động dính líu đến tội phạm công nghệ như các hoạt động gián điệp mạng. Do ảnh hưởng của các hoạt động tội phạm công nghệ cao xuyên biên gioi có thể làm ảnh hưởng tới nhiều quốc gia, nguy cơ của những cuộc chiến tranh trên không gian mạng giữa các nước là điều không thể tránh khỏi.
Ở thời đại bùng nổ Internet với nhiều mối đe dọa mới, cơ quan an ninh của mỗi quốc gia đều có những lực lượng phòng chống tội phạm công nghệ cao. Tháng 8-2010, chính phủ Anh có một động thái khiến cả thế giới giật mình cảnh tỉnh, khi xếp tội phạm trên không gian ảo vào nhóm những nguy cơ đe dọa an ninh lớn nhất cho đất nước, ngang hàng với tấn công khủng bố, vũ khí hóa học và thảm họa hạt nhân. Năm 2013, một nhân viên của CIA là Edward Snowden đã tiết lộ với thế giới về Chương trình do thám bí mật của Chính phủ Hoa Kỳ; vụ việc này đã làm dấy lên những tranh cãi về vai trò của chính phủ trong các hoat động gián điệp mạng bất hợp pháp cũng như tính hiệu quả và sự vi phạm nhân quyền của những việc làm này.

## Phân loại
Tội phạm máy tính bao gồm một loạt các hoạt động sau:

### Gian lận và tội phạm tài chính
Lừa đảo máy tính là bất kỳ trình bày sai lạc không trung thực dữ kiện để kẻ khác làm hoặc không làm điều gì đó gây nên thiệt hại. Trong bối cảnh này, việc gian lận sẽ đạt được một lợi ích bằng cách: 
- Thay đổi một cách trái phép. Điều này đòi hỏi một ít chuyên môn kỹ thuật và là hình thức phổ biến của hành vi trộm cắp của nhân viên thay đổi các dữ liệu trước khi nhập dữ liệu sai, hoặc bằng cách đưa vào các chỉ dẫn trái phép hoặc sử dụng các quá trình trái phép;
- Thay đổi, hủy diệt, ngăn chặn, hoặc ăn cắp kết quả, thường là để che giấu các giao dịch trái phép. Việc này rất khó phát hiện;
- Thay đổi hoặc xóa dữ liệu lưu trữ;

Các hình thức gian lận khác có thể được gây ra khi sử dụng các hệ thống máy tính, bao gồm gian lận ngân hàng, ăn cắp dữ liệu thẻ tín dụng, đánh cắp nhận dạng, tống tiền, và đánh cắp thông tin mật.
Một loạt các vụ lừa đảo internet có thể xảy ra dựa vào tấn công giả mạo (phishing) và dụ dỗ tiết lộ dữ liệu (tấn công phi kỹ thuật), nhắm vào người tiêu dùng và các doanh nghiệp.

## Có tổ chức
Khác với những hacker trước đây chỉ tạo ra các scandal để đánh bóng tên tuổi, giới hacker mũ đen ngày nay có mục đích hẳn hoi (thường là tiền) và còn biết liên kết lại để tạo thành những mạng lưới tội phạm toàn cầu.
"Đối tượng chuyên tấn công vào các hệ thống mạng máy tính đã có một sự thay đổi rất rõ rệt. Thay vào vị trí của những kẻ hacker thích tô bóng mình là những kẻ chỉ biết đến tiền," theo Christopher Painter – từng là Vụ phó vụ tội phạm mạng và các vấn đề sở hữu trí tuệ của Bộ tư pháp Hoa Kỳ. "Bây giờ chúng ta không còn thấy những hacker 'đơn thương độc mã' nữa mà thay vào đó là những nhóm tội phạm có tổ chức với mục tiêu tấn công được định nghĩa rõ ràng hơn", ông Painter nhấn mạnh. Điển hình là các nhóm tội phạm chuyên ăn cắp thông tin cá nhân, thẻ tín dụng và những kẻ xây dựng hệ thống mạng botnet. Theo ước tính của FBI (Cục điều tra liên bang Hoa Kỳ) năm 2006, tội phạm trên không gian ảo gây thiệt hại cho ngành công nghiệp công nghệ thông tin nước này vào khoảng 400 tỷ USD. 
Điều tương tự cũng được phản ảnh trong một báo cáo hồi tháng 9-2010 của Microsoft, trong đó nhà khổng lồ phần mềm cho biết hacker hiện nay chủ yếu có động cơ tài chính và ít hoạt động đơn lẻ. Trái lại, hoạt động tội phạm không gian ảo đã phát triển đến mức chuyên môn hóa, thường gồm các khâu riêng biệt: Viết mã độc – Phát tán mã độc – Thu thập lợi ích – Tái phân phối. Chẳng hạn, một người phát triển mã độc không tự thực hiện tấn công mà sẽ hợp tác với các tội phạm hoạt động trực tuyến trong xã hội đen để mua bán các bộ kit mã độc và công cụ truy cập mạng botnet. Sau khi đã thiết lập được mạng botnet, bọn xã hội đen sẽ thuê người rút tiền từ tài khoản các nạn nhân sau đó tập hợp lại và chuyển tiền vào tài khoản của chúng.

## Ngày một tinh vi
Báo cáo của Microsoft cũng cho thấy tội phạm mạng ngày càng trở nên tinh vi hơn khi thực hiện việc mô hình hóa hoạt động của chúng dưới dạng các quy trình nghiệp vụ phổ biến để lừa người sử dụng nhằm đánh cắp và gian lận các thông tin quan trọng. Chẳng hạn ứng dụng lừa đảo mang tên "419" gia tăng đáng kể trong email và các phần mềm độc hại, đội lốt là một ứng dụng bảo mật hợp pháp nhằm đánh lừa người sử dụng vẫn tiếp tục là một vấn đề đối với người tiêu dùng.
Không chỉ nguy hiểm với người dùng máy vi tính cá nhân, cùng với sự phổ biến các dòng điện thoại thông minh, tội phạm ảo đang chuyển mạnh hướng tấn công sang điện thoại di động truy cập Internet. Một trong những lý do cho xu hướng này là người dùng điện thoại không chú ý bảo mật cho "dế yêu" của họ như đối với máy tính. "Những chiếc điện thoại hiện đại thực chất là 1 máy vi tính, nhưng chúng ta vẫn xem nó là chiếc điện thoại", Giám đốc Unisys New Zealand Brett Hodgson nói. Nghiên cứu của Unisys cho biết có đến 60% người dùng điện thoại không sử dụng những biện pháp bảo mật cơ bản nhất là cài password hoặc mã PIN. Theo công ty nghiên cứu IDC, khi tải về ứng dụng hình nền cho điện thoại Android, iPhone, BlackBerry và Windows Mobile, người dùng có thể bị thu thập số điện thoại và hộp thư thoại cùng với dữ liệu có thể được sử dụng để dò ra vị trí của người dùng. Trong một cuộc tấn công nguy hại hơn, một kẻ lừa đảo đã mở ra cách kích hoạt các cuộc gọi chi phí lớn từ điện thoại thông minh Windows bị nhiễm chương trình độc. Các điện thoại thông minh bị lây nhiễm tự động mở những cuộc gọi đắt tiền tới những vị trí ở rất xa, như Somali. Kẻ lừa đảo đã sử dụng một hệ thống để thu gom phần lớn cước phí cho cuộc gọi.

## Hàng ảo, tiền thật
Một xu hướng khá mới mẻ là bọn tội phạm trên mạng nay không chỉ nhắm đến các tài khoản tín dụng để ăn cắp tiền thật, mà còn nhắm đến các loại hàng hóa ảo như những món vũ khí và trang bị trong các game nổi tiếng như Second Life và World of Warcraft. Theo công ty Piper Jaffray & Co, doanh số hàng hóa ảo trong trò chơi điện tử và mạng xã hội trên thế giới đạt 2,2 tỷ USD trong năm 2009 và dự kiến tăng lên 6 tỷ USD trong năm 2013. Đó là chưa kể các loại hàng kỹ thuật số khác như nhạc và phim từ cửa hàng iTunes của Apple, có doanh thu hàng tỷ USD. Hãng CyberSource cho biết những người kinh doanh hàng hóa số đã mất 1,9% doanh thu về tay bọn tội phạm trong năm 2009, so với mức 1,1% mà các công ty bán hàng thông thường trên mạng gặp phải trong cùng kỳ. Dù vậy, việc đối phó với nạn gian lận nhằm vào hàng hóa ảo là thách thức không nhỏ đối với doanh nghiệp. Chẳng hạn như một thương nhân bán sách hoặc máy tính trực tuyến thường mất nhiều giờ (trong một số trường hợp là nhiều ngày) để kiểm tra đơn đặt hàng trực tuyến bằng tay nếu nghi ngờ có gian lận. Tuy nhiên, người bán hàng hóa số thường không có nhiều thông tin hoặc thời gian để đưa ra quyết định kiểm tra như trên vì khách hàng thường mong giao dịch diễn ra tức thì, chẳng hạn như việc tải tập tin nhạc hoặc phim. Ngoài ra, hàng hóa số không có địa chỉ gửi hàng.

## Bản đồ tội phạm ảo
Theo một báo cáo của Symantec, tính đến cuối năm 2006, Trung Quốc là "nhà" của bộ sưu tập các loại máy tính lây nhiễm phần mềm độc hại (malware) lớn nhất của thế giới. Trong khi đó, nghiên cứu của công ty an ninh Sophos vào tháng 4-2007 cho biết Trung Quốc đã vượt qua Hoa Kỳ trở thành nước có số lượng website bí mật cài đặt chương trình mã độc lên máy tính để ăn cắp thông tin cá nhân hoặc phát tán thư rác nhiều nhất thế giới. 
Theo phân tích ngôn ngữ tại khoảng 19.000 máy tính vào cuối năm 2006, người Hoa Kỳ và những người nói tiếng Anh không phải tiếng Anh-Anh (chẳng hạn Anh-Hoa Kỳ, Anh-Australia,...) vẫn là những nơi sản sinh nhiều phần mềm độc nhất, chiếm 1/3 tổng phần mềm độc trên thế giới. "Ngôn ngữ tội phạm" thứ hai là Trung Quốc, chiếm 30%, tiếp theo là Brazil 14,2%, Nga đứng thứ 4 với 4,1%.

## Một số vụ tội phạm mạng điển hình

### Hacker của thế kỷ
Ngày 25-3-2010, tòa án New Jersey, Hoa Kỳ đã tuyên án 20 năm tù giam đối với Albert Gonzalez, kẻ được mệnh danh là "hacker của thế kỷ 21", vì phạm tội đánh cắp dữ liệu của 170 triệu thẻ tín dụng trong khoảng thời gian từ năm 2005 đến năm 2007. Đây là một vụ án lớn nhất trong lịch sử tội phạm cùng loại, gây chấn động dư luận Hoa Kỳ lẫn toàn thế giới do mức độ thiệt hại nặng nề. 
Albert Gonzalez là một người Hoa Kỳ gốc Cuba, sống tại Miami, bang Florida. Sau nhiều lần dính líu đến hacker, Gonzalez được FBI tuyển làm "gián điệp" để truy tìm những tay hacker đen khác với mức lương 75.000 USD/năm. Tuy nhiên, Gonzalez đã qui tụ các hacker để thực hiệm âm mưu xâm nhập và đánh cắp dữ liệu của khách hàng thuộc các dịch vụ buôn bán lẻ. Nạn nhân đầu tiên của Gonzalez và đồng bọn chính là Tập đoàn TJX Companies, chủ sở hữu của một trong những mạng lưới cửa hàng thời trang T.J.Maxx lớn nhất tại Mỹ. Chỉ trong vòng nửa năm xâm nhập được vào mạng của công ty này, nhóm của Gonzalez đã đánh cắp được hơn 40 triệu số thẻ tín dụng và hồ sơ cá nhân của các chủ sở hữu. Ngoài ra, từ tháng 7-2005 Gonzalez cùng đồng bọn đánh cắp hàng loạt dữ liệu thẻ tín dụng của những khách hàng sử dụng hệ thống trả tiền lớn nhất Hoa Kỳ "Heartland Payment System", hệ thống thương mại "Hannaford Bros", hệ thống máy rút tiền tự động của cửa hàng bán lẻ "7- Eleven" và hệ thống thương nghiệp ngành giải trí, nhà hàng "Dave & Buster's". Tính đến tháng 5-2008, nhóm tội phạm của Albert Gonzalez đã đánh cắp khoảng 170 triệu thẻ tín dụng. 
Ngày 7-5-2008, Gonzalez cùng 10 tòng phạm bị bắt giữ trong khuôn khổ một chiến dịch đặc biệt của FBI. Trong quá trình điều tra, FBI tìm thấy 500.000 USD cùng những đồ trang sức và quý kim đắt tiền tại căn nhà riêng của Gonzalez. Đồng thời, sau khi lục soát căn nhà của cha mẹ hắn, nhà chức trách cũng phát hiện được 1 triệu USD tiền mặt chôn ở phía sân sau.

### Zeus – điển hình tội phạm có tổ chức
Cuối tháng 9-2010, 48 người ở Hoa Kỳ và Anh đã bị bắt vì liên quan đến những vụ tấn công được biết đến với loại trojan mang tên Zeus mà họ dùng để ăn cắp hơn 70 triệu USD từ các ngân hàng khắp thế giới.
Điều đáng chú ý trong vụ án này là bọn tội phạm không gian ảo cũng biết "thuê ngoài" giống như các công ty đa quốc gia. Đầu tiên, chúng thuê 1 nhóm 5 người ở Ukraina phát triển loại trojan Zeus vào năm 2007. Với loại trojan này, bọn tội phạm thu thập được những thông tin tài chính cá nhân của các nạn nhân như tài khoản ngân hàng, thẻ tín dụng... và dùng chúng để chuyển hàng chục triệu USD sang Đông Âu. Để tránh những nguy cơ do chuyển tiền trực tiếp, băng tội phạm đã dùng những "money mule" (con la chở tiền) để mở các tài khoản ở Hoa Kỳ. Các "mule" này thường xuyên vào Hoa Kỳ theo visa sinh viên, sau đó mở tài khoản dưới tên giả. "Khi các tài khoản dưới tên giả được mở ở Hoa Kỳ và nhận các khoản tiền đánh cắp từ các tài khoản bị virus tấn công, các "mule" được hướng dẫn chuyển tiền vào các tài khoản khác, hầu hết ở nước ngoài, hoặc "mule" sẽ rút tiền mặt và chuyển lậu ra khỏi Hoa Kỳ", thông báo từ văn phòng Bộ Tư pháp Hoa Kỳ viết. Như vậy, băng tội phạm này chỉ cần ngồi không hưởng lợi. Nhưng vụ án cũng cho thấy sự tổ chức chặt chẽ của thế giới tội phạm không gian ảo, bao gồm tổ chức viết mã độc, tổ chức phát tán và tổ chức xây dựng mạng lưới "money mule". Vụ án được phát hiện sau khi một công ty ở Omaha, bang Nebraska xử lý các giao dịch ngân hàng và phát hiện những vụ chuyển tiền bất thường đến 46 ngân hàng khác nhau. Hiện vụ án vẫn đang trong quá trình điều tra và chưa có kết luận cuối cùng.

### Stuxnet – Nguy cơ chiến tranh ảo
Bị phát hiện lần đầu tiên bởi VirusBlokAda, một công ty an ninh mạng ít tên tuổi có trụ sở tại Belarus vào tháng 6-2010, "sâu" Stuxnet ngay lập tức khiến giới an ninh mạng lo ngại vì nó được thiết kế không phải để ăn cắp tiền, gửi thư rác hay lấy dữ liệu cá nhân mà để phá hoại nhà máy, hệ thống công nghiệp.
Nhiều nhà nghiên cứu bảo mật cho Stuxnet là malware tinh vi chưa từng thấy vì nó là sâu duy nhất khai thác cùng lúc 4 lỗ hổng zero-day của hệ điều hành windows. Giới phân tích cho rằng Stuxnet chúng được xây dựng theo hình thức "groundbreaking", tức bởi một nhóm có tiềm lực về tài chính, quyền lực mà đứng đằng sau có thể là một chính phủ. Symantec ước tính phải 10 chuyên gia làm việc liên tục trong 6 tháng mới có thể "sản xuất" ra được một sâu chuyên nghiệp như Stuxnet. Giám đốc điều hành Microsoft, cảnh báo sâu Stuxnet có thể gây hại cho sự phát triển của nền kinh tế thế giới, còn Bộ ngoại giao Iran nghi ngờ chính phủ của một quốc gia phương Tây đã phát tán sâu này để phá hoại chương trình hạt nhân của họ. Các chuyên gia của hãng bảo mật Kaspersky Lab cũng gọi Stuxnet là sự khởi đầu thời đại mới của chiến tranh không gian mạng. Cho đến nay, Iran là nơi bị lây nhiễm sâu Stuxnet nặng nề nhất, chiếm 60% toàn cầu với trên 30.000 địa chỉ IP bị lây nhiễm. Việc lây nhiễm Stuxnet đã khiến nhà máy hạt nhân của Iran ở Bushehr phải hoãn ngày khởi động. Trong một số báo hồi tháng 9, tờ Guardian của Anh nhận định rất có thể cha đẻ của Stuxnet là chính phủ Israel, nước luôn phản ứng gay gắt với chương trình hạt nhân của Iran. Không như những virus khác được viết chỉ để khai thác thông tin trên máy tính, sâu Stuxnet "độc hại một cách không bình thường" vì là phần mềm đầu tiên được lập trình với mục đích kiểm soát các hệ thống liên quan đến các công trình quan trọng của ngành công nghiệp. Stuxnet có khả năng viết lại các PLC (hệ thống điều khiển logic chương trình) và được thiết kế đặc biệt để tấn công các SCADA (những hệ thống kiểm soát công nghiệp quy mô lớn).